# Glenea pujoli
Glenea pujoli là một loài bọ cánh cứng trong họ Cerambycidae.